# Атлетика на Летњим параолимпијским играма 2016 — 800 метара за мушкарце T34
Трка на 800 метара у класи 34 за мушкарце, била је једна од 29 дисциплина атлетског програма на Летњим параолимпијским играма 2016. у Рио де Жанеиру, Бразил. Такмичење је одржано 13. и 14. септембра на Олимпијском стадиону Жоао Авеланж.

## Земље учеснице
Учествовало је 10 такмичара из 9 земаља.
1. Аустралија (1)
2. Канада (1)
3. САД (1)
4. Тунис (1)
5. Уједињени Арапски Емирати (1)
6. Уједињено Краљевство (2)
7. Финска (1)
8. Француска (1)
9. Швајцарска (1)

## Рекорди пре почетка такмичења
(стање 8. септембра 2016.)
| Рекорди пре почетка Параолимпијских игара 2016.     | Рекорди пре почетка Параолимпијских игара 2016. | Рекорди пре почетка Параолимпијских игара 2016. | Рекорди пре почетка Параолимпијских игара 2016. | Рекорди пре почетка Параолимпијских игара 2016. | Рекорди пре почетка Параолимпијских игара 2016. |
| --------------------------------------------------- | ----------------------------------------------- | ----------------------------------------------- | ----------------------------------------------- | ----------------------------------------------- | ----------------------------------------------- |
| Светски рекорд                                      | 1:40,21                                         | Валид Ктила                                     | Тунис                                           | Арбон, Швајцарска                               | 4. јун 2015.                                    |
| Параолимпијски рекорд                               | 1:55,90                                         | Дејвид Ларсон                                   | Сједињене Државе                                | Барселона, Шпанија                              | 10. септембар 1992.                             |
| Рекорди после завршених Параолимпијских игара 2016. |                                                 |                                                 |                                                 |                                                 |                                                 |
| Параолимпијски рекорд                               | 1:44,96                                         | Мохамед Алхамади                                | УАЕ                                             | Рио де Жанеиро, Бразил                          | 13. септембар 2016.                             |
| Параолимпијски рекорд                               | 1:40,24                                         | Мохамед Алхамади                                | УАЕ                                             | Рио де Жанеиро, Бразил                          | 14. септембар 2016.                             |

## Сатница
| Датум               | Време | Ниво               |
| ------------------- | ----- | ------------------ |
| 13. септембар 2016. | 12:23 | Квалификације (Г1) |
| 13. септембар 2016. | 12:30 | Квалификације (Г2) |
| 14. септембар 2016. | 17:50 | Финале             |

Сва времена су по локалном времену (UTC+3)

## Освајачи медаља
|                                              |                     |                              |
| Мохамед Алхамади · Уједињени Арапски Емирати | Валид Ктила · Тунис | Rheed McCracken · Аустралија |

## Резултати

### Квалификације
Квалификације су одржане 13.9.2016. годину у 12:23 и 12:30. Такмичари су били подељени у две групе. У финале су се пласирала прва 3 такмичара из сваке групе и 2 на основу резултата.,,
| Пласман | Група | Атлетичар        | Земља                     | Класа | ЛР      | ЛРС     | Резултат | Белешка         |
| ------- | ----- | ---------------- | ------------------------- | ----- | ------- | ------- | -------- | --------------- |
| 1.      | 2     | Мохамед Алхамади | Уједињени Арапски Емирати | Т34   | 1:45,36 | 1:46,80 | 1:44,96  | КВ, ПР, РР, ЛРС |
| 2.      | 1     | Валид Ктила      | Тунис                     | Т34   | 1:40,21 | 1:51,81 | 1:46,28  | КВ, ЛРС         |
| 3.      | 1     | Rheed McCracken  | Аустралија                | Т34   | 1:43,55 | 1:47,19 | 1:46,31  | КВ, ЛРС         |
| 4.      | 2     | Остин Пруит      | САД                       | Т34   | 1:43,93 | 1:43,93 | 1:46,38  | КВ              |
| 5.      | 2     | Бојан Митић      | Швајцарска                | Т34   | 1:46,80 | 1:49,76 | 1:46,81  | КВ, ЛРС         |
| 6.      | 1     | Хенри Мани       | Финска                    | Т34   | 1:45,14 | 1:45,14 | 1:47,51  | КВ              |
| 7.      | 2     | Остин Сминк      | Канада                    | Т34   | 1:45,72 | 1:45,72 | 1:47,61  | кв              |
| 8.      | 1     | Исак Товерс      | Уједињено Краљевство      | Т34   | 1:44,67 | 1:44,67 | 1:47,75  | кв              |
| 9.      | 2     | Бен Ровлингс     | Уједињено Краљевство      | Т34   | 1:44,16 | 1:47,34 | 1:48,08  |                 |
| 10.     | 1     | Себастијан Мобре | Француска                 | Т34   | 1:49,33 | 1:49,33 | 1:49,97  |                 |

### Финале
Такмичење је одржано 14.9.2016. годину у 17:50.
| Пласман | Атлетичар        | Земља                     | Класа | Резултат | Белешка  |
| ------- | ---------------- | ------------------------- | ----- | -------- | -------- |
|         | Мохамед Алхамади | Уједињени Арапски Емирати | Т34   | 1:40,24  | ПР, РР   |
|         | Валид Ктила      | Тунис                     | Т34   | 1:40,31  | ЛРС      |
|         | Rheed McCracken  | Аустралија                | Т34   | 1:41,25  | РР, ЛР   |
| 4.      | Хенри Мани       | Финска                    | Т34   | 1:41,92  | РР, ЛР   |
| 5.      | Исак Товерс      | Уједињено Краљевство      | Т34   | 1:43,45  | ЛР       |
| 6.      | Остин Пруит      | САД                       | Т34   | 1:45,55  |          |
| 7.      | Бојан Митић      | Швајцарска                | Т34   | 1:50,74  |          |
| 8.      | Остин Сминк      | Канада                    | Т34   | Диск.    | чл. 18.5 |